# Ricarda Walkling
Ricarda Walkling (Hannover, 19 marzo 1997) è una calciatrice tedesca, centrocampista del Werder Brema.

## Carriera

### Club e calcio universitario
Walkling si appassiona al calcio fin da giovanissima, iniziando a giocare nel 2002 a Obergriesbach, nel locale club del distretto svevo di Aichach-Friedberg, rimanendovi fino al 2008, anno in cui si trasferisce TSV Schwaben di Augusta. Dopo un periodo di due anni, nel 2010 è entrata a far parte della squadra giovanile del Bayern Monaco. Qui ha vinto il campionato tedesco con la formazione B Juniors nel 2013 e segnando nella finale contro il Gütersloh per riportare il risultato provvisorio sull'1-1.
Aggregata formalmente alla prima squadra già dalla stagione 2013-2014, il tecnico Thomas Wörle decide di farla debuttare in Coppa di Germania (DFB-Pokal der Frauen) fin dalla prima partita del 2º turno dell'edizione 2013-2014, il 29 settembre 2013, nella vittoria esterna per 7-0 sul Crailsheim, mentre una settimana più tardi, il 6 ottobre, alla 4ª giornata di campionato, debutta in Frauen-Bundesliga siglando al 90' la rete che fissa il risultato sul 5-2 con il Cloppenburg, un minuti dopo aver sostituito Vanessa Bürki. Oltre a marcare presenze con la prima squadra, in questa stagione ha continuato a giocare in diverse partite per la B Juniors, con cui ha festeggiato nuovamente la conquista del titolo di categoria il 31 maggio 2014 dopo la vittoria finale per 1-0 sulle avversarie del Turbine Potsdam. Nelle stagioni 2014-2015 e 2015-2016 ha condiviso con le compagne la vittoria del campionato tedesco con la squadra di Monaco di Baviera, non facendo tuttavia altre apparizioni in Bundesliga in nessuna delle due stagioni. Prima dell'ultima partita della stagione, il 16 maggio 2016, nel pareggio per 1-1 in casa contro l'Hoffenheim, ha annunciato l'addio alla sua squadra assieme a Eunice Beckmann, Laura Feiersinger, Jenny Gaugigl, Raffaella Manieri e Fabienne Weber.
Quella stessa estate decide di trasferirsi negli Stati Uniti d'America per proseguire gli studi presso l'Università statale della Carolina del Nord, affiancando al percorso scolastico l'impegno sportivo entrando in rosa con la NC State Wolfpack, la squadra di calcio femminile universitario dell'istituto, con la quale ha esordito nel NCAA Women's Division I Soccer Championship il 19 agosto 2016 nella vittoria per 6-1 in trasferta contro le avversarie della La Salle University, le Explorers. Nove giorni più tardi sigla anche la sua prima rete "statunitense", nella vittoria per 4-1 contro la squadra della United States Naval Academy di Annapolis.  Con la sua squadra disputa inoltre il campionato gestito dall'Atlantic Coast Conference (ACC), nel quale durante le tre stagioni e mezza giocate con la maglia delle Wolfpack ottiene numerosi riconoscimenti come l'inserimento nell'All-ACC Academic Team dal 2016 al 2019.

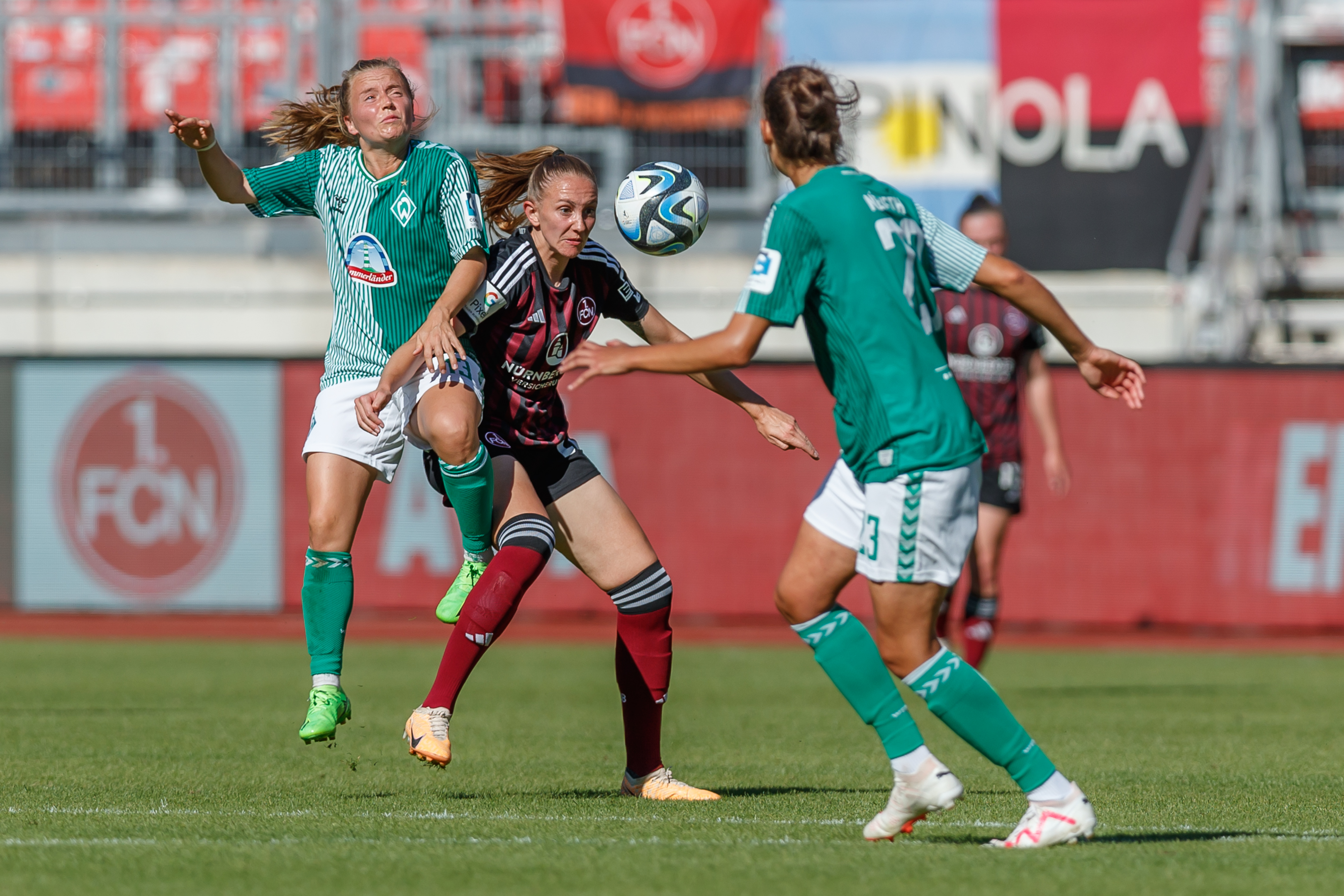
Walkling,, con il numero 13, in un contrasto di gioco con Nadja Burkard del.

Terminato il percorso di studi universitario Walkling fa ritorno in Europa e il 30 gennaio 2020 viene annunciato il suo arrivo al Werder Brema, per disputare la seconda parte della stagione 2019-2020. A disposizione del tecnico Alexander Kluge, per debuttare con la nuova maglia deve tuttavia aspettare il 1º marzo, alla 16ª giornata del campionato di 2. Frauen-Bundesliga 2019-2020, subentrando a Nina Lührßen al 72' della vittoria casalinga per 2-0 sul Bayern Monaco II. Al termine di quella stagione festeggia con le compagne la promozione in Frauen-Bundesliga dopo un solo campionato in cadetteria.

### Nazionale
Convocata inizialmente con la formazione Under-16, Walkling fa il suo debutto con la maglia della nazionale l'11 settembre 2012 ad Amburgo nella vittoria per 3-1 contro le pari età Norvegia. Sempre con l'Under-16 nel luglio 2013 dopo quattro vittorie nel torneo ha vinto la Nordic Cup in Islanda.
Il 30 gennaio 2013 ha debuttato con l'Under-17 a Carson City contro gli Stati Uniti in un'amichevole terminata 1-1. L'11 ottobre 2013 ha segnato una tripletta contro la Svizzera in una partita di qualificazione ai Campionati europei vinta per 6-0. Ha fatto parte della squadra U-17 che ha partecipato al Campionato UEFA femminile under 17 2014 in Inghilterra, vincendo tutte le partite (compresa la vittoria per 3-1 ai rigori contro la Spagna nella finale). In questo torneo ha anche realizzato due gol nella vittoria per 4-0 nella fase a gironi contro la Francia e il gol dell'1-0 in semifinale contro l'Italia.

## Statistiche

### Presenze e reti nei club
Statistiche aggiornate al 9 settembre 2023.
| Stagione             | Squadra              | Campionato           | Campionato | Campionato | Coppe nazionali | Coppe nazionali | Coppe nazionali | Coppe internazionali | Coppe internazionali | Coppe internazionali | Altre coppe | Altre coppe | Altre coppe | Totale | Totale |
| Stagione             | Squadra              | Comp                 | Pres       | Reti       | Comp            | Pres            | Reti            | Comp                 | Pres                 | Reti                 | Comp        | Pres        | Reti        | Pres   | Reti   |
| -------------------- | -------------------- | -------------------- | ---------- | ---------- | --------------- | --------------- | --------------- | -------------------- | -------------------- | -------------------- | ----------- | ----------- | ----------- | ------ | ------ |
| 2013-2014            | Bayern Monaco        | BL                   | 9          | 1          | CG              | 2               | 0               | -                    | -                    | -                    | -           | -           | -           | 11     | 1      |
| 2014-2015            | Bayern Monaco        | BL                   | 0          | 0          | CG              | 1               | 3               | -                    | -                    | -                    | -           | -           | -           | 1      | 3      |
| ago.-dic. 2015       | Bayern Monaco        | BL                   | -          | -          | CG              | -               | -               | UWCL                 | -                    | -                    | -           | -           | -           | -      | -      |
| Totale Bayern Monaco | Totale Bayern Monaco | Totale Bayern Monaco | 9          | 1          | -               | 3               | 3               | -                    | -                    | -                    | -           | -           | -           | 12     | 4      |
| gen-giu 2020         | Werder Brema         | 2BL                  | 1          | 0          | CG              | -               | -               | -                    | -                    | -                    | -           | -           | -           | 1      | 0      |
| 2020-2021            | Werder Brema         | BL                   | 22         | 2          | CG              | 4               | 2               | -                    | -                    | -                    |             | -           | -           | 26     | 4      |
| 2021-2022            | Werder Brema         | BL                   | 22         | 0          | CG              | 2               | 0               | -                    | -                    | -                    |             | -           | -           | 24     | 0      |
| 2022-2023            | Werder Brema         | BL                   | 15         | 1          | CG              | 2               | 0               | -                    | -                    | -                    | -           | -           | -           | 17     | 1      |
| 2023-2024            | Werder Brema         | BL                   | 16         | 0          | CG              | 2               | 0               | -                    | -                    | -                    | -           | -           | -           | 1      | 0      |
| 2024-2025            | Werder Brema         | BL                   | 1          | 0          | CG              | 1               | 0               | -                    | -                    | -                    | -           | -           | -           | 1      | 0      |
| Totale Werder Brema  | Totale Werder Brema  | Totale Werder Brema  | 77         | 3          | -               | 12              | 2               | -                    | -                    | -                    | -           | -           | -           | 89     | 5      |
| Totale carriera      | Totale carriera      | Totale carriera      | 86         | 4          | -               | 15              | 5               | -                    | -                    | -                    | -           | -           | -           | 101    | 9      |

## Palmarès

### Club
- Campionato tedesco: 2

Bayern Monaco: 2014-2015, 2015-2016

### Nazionale
- Campionato mondiale under 17: 1

2014